# 表記ゆれ
- 表記ゆれ
- 表記揺れ

表記ゆれ（ひょうきゆれ）とは、同音・同義の語句について異なる文字表記が付されることである。特に同じ文書や書籍において、同じ語句に対して異なる表記が存在することを指す場合が多い。表記揺れ、表記揺らぎ（ひょうきゆらぎ）とも称す。

## 日本語
送り仮名による表記ゆれ
送り仮名の不統一（ばらつき・不揃い）により表記ゆれがある。
- 引っ越し / 引越し / 引越
- 受け付け / 受付

内閣訓令の｢送り仮名の付け方｣では、複合の語について、おおむね、活用のある語と活用のない語に分けて規定している。
文字の種類による表記ゆれ
同じ意味を持つ言葉であるにもかかわらず、文字の種類（ひらがな・カタカナ・漢字・アラビア数字 / 漢数字）により表記ゆれがある。4種類の文字を使用する日本語特有の現象ともいえる。ただし、『3月のライオン』（漫画、アニメ、実写映画など）と『三月のライオン』（映画）は表記ゆれではなくまったく異なる作品を示しており表記ゆれではない。
- りんご / リンゴ / 林檎
- いぬ / イヌ / 犬 / 狗
- ばら / バラ / 薔薇

漢字による表記ゆれ

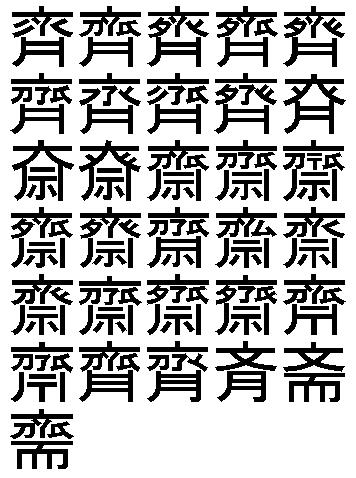
「斉藤」または「斎藤」の一文字目に使用される異体字は、あわせて31種類あると言われている。この他に例えば埼玉県の電話帳には齋の字の亠部の下が「刀丫氏」の並びになっている齋藤姓が確認出来る。なお、「斉」は「ひとしく」、「斎」は「ものいみ」の意味で、元々は別の漢字である。現在、法務省で定められている漢字は旧字体「齋藤」とその新字体「斎藤」、旧字体「齊藤」とその新字体「斉藤」の4つ。

漢字変換による表記ゆれがある。最初の2つのように、漢字の原義によって意味合いが異なることがある。
- 臭い / 匂い（両方とも「におい」）
- 会う / 逢う
- 寿司 / 鮨 / 鮓
- 岩 / 磐
- 海 / 洋

人名・地名などの固有名詞においても表記ゆれが生じることがある。
- 斎藤 / 斉藤 / 齋藤 / 齊藤

外来語における表記ゆれ
「コンピューター」と「コンピュータ」のように、長音符の有無により表記ゆれがある。また、「ディーゼル」が「ジーゼル」と表記されることがあるように、「ディ」や「ティ」や「トゥ」などがほかの文字で置き換えられることもある。「シリコン」と「シリコーン」、「モラル」と「モラール」はまったくことなる外来語を意味しており表記ゆれではない。
時期によって正式な表記が異なることによる表記ゆれ
例えば「マーベル・コミック」は、時期により「マーヴル・コミック」など表記が異なる。
本田技研工業（HONDA、ホンダ）のオートバイの車種である「Chaly」や「Benly」はその生産時期により「シャリイ」「シャリィ」「シャリー」、「ベンリイ」「ベンリィ」と正式なカナ表記が異なっている。ただし、ペットネームが同一というだけで、それぞれの車種をまったく異なるモデル（個体）と考えた場合は表記ゆれは無いと考える。

## 英語
単語の表記ゆれ
スペリングにおいても表記ゆれがしばしば見られる。
- disc / disk
- adviser / advisor
- barbecue / barbeque

省略による表記ゆれ
- do not / don't
- I am / I'm
- cannot / can't
- it is / it's
- Christmas / Xmas / X’mas
- crystal / Xtal / X'tal

イギリス英語・アメリカ英語・その他の国の英語

「centre」（英）と「center」（米）、「colour」（英）と「color」（米）のように、同じ英語であってもイギリス・アメリカ・その他の国の英語で、単語によって表記が異なることがある。「realise」（英）と「realize」（米）や「recognise」（英）と「recognize」（米）のように「-ise」（英）と「-ize」（米）の表記揺れはほかの単語においてもしばしば見られる。
他にもオーストラリア英語やシンガポール英語などでも、同様にスペルが異なる単語がある。
外来語における表記ゆれ
国外から入ってきた単語などは、日本語における外来語と同様に、表記が一定しないことがある。
特に、ヨーロッパ圏の外から流入した単語にはその傾向が強く、例えばイスラム圏の刀剣であるズルフィカールは、「Zulfiqar」「Dhu al-Fiqar」「Thulfeqar」「Dhulfiqar」「Zoulfikar」など、様々な表記が見られる。

## フランス語
単語の表記ゆれ
「clé」と「clef」（鍵）、「événement」と「évènement」（出来事）などのようにフランス語のつづりにおいても表記ゆれがみられる。
文法的な表記ゆれ
「que」の直後に「on」が続くと、母音衝突を防ぐために「qu'on」と表記されるが、特に口語では「que l'on」と表記されることも多い。また語幹が y で終わる第1群規則動詞（payer（支払う）や essayer（試す）など）では、je paye / je paie、j'essaye / j'essaieなどの表記ゆれが生じることがある。

## ドイツ語
ドイツ語には性の概念がある。そのため、性という概念が弱い言語から借用した単語は、ドイツ語に入った段階で性が与えられる。これは、どの言語から借用したかによって、ある程度の傾向があり、イタリア語から入った場合は男性を基本とする傾向があり、日本語から入った言語は中性となる傾向がある。しかし、絶対のものではなく、人によって男性だったり女性だったりと、表記のゆれが生じることがある。